# A Certain Rich Man
A Certain Rich Man er en amerikansk stumfilm fra 1921 af Howard Hickman.

## Medvirkende
- Carl Gantvoort som Bob Hendricks
- Claire Adams som Molly Culpepper
- Robert McKim som John Barclay
- Jean Hersholt som Adrian Brownwell
- Joseph J. Dowling som Martin Culpepper
- Lydia Knott
- Frankie Lee
- Mary Jane Irving som Janet Barclay